# Poitou-Charentes
Poitou-Charentes a fost una dintre cele 27 regiuni ale Franței de până la reforma administrativ-teritorială din 2014. Capitala regiunii era orașul Poitiers, iar regiunea cuprindea 4 departamente. La 1 ianuarie 2016 a fuzionat cu regiunile Aquitania și Limousin, formând împreună regiunea Noua Achitanie.

## Istoric
Regiunea a fost locuită de către pictoni, un trib galic, cucerită de romani și încorporată în provincia Aquitania. Regiunea tradițională Poitou, în limba franceză, se numește Pictonia în forma latină. A fost cucerită de către vizigoți în secolul al V-lea și de către franci în secolul al VI-lea. În 732, aici a avut loc o bătălie între armatele ducelui franc Charles Martel și ale emirului arab Abdul Rahman Al Ghafiqi Abd al Rahman, ce a avut ca și consecință oprirea invaziei musulmane în vestul Europei. În secolul al XII-lea, regiunea intră împreună cu Aquitania sub controlul regilor Angliei și a fost cucerită de către Franța în 1416, rămânând provincie până în 1789. Actuala regiune este formată din teritoriile vechii provincii Poitou plus două departamente de pe râul Charente, unde au existat provinciile Aunis, Angoumois și Saintonge. Regiunea a fost creată pentru a crea o entitate care să contrabalanseze vidul de influență din zona dintre Tours și Bordeaux.

## Geografia
Regiunea se află într-o depresiune dintre Masivul Armorican la nord și Masivul Central la sud-vest, astfel că relieful este valonat, dar fără direfențe foarte mari de nivel. În partea vestică, la malul Golfului Biscaia, relieful este plat cu înălțimi de maximum 350 m, iar aici se află câteva estuare ale diferitelor râuri, cele mai importante fiind Gironde și Charente. 

## Economia
La Rochelle este un important port și o stațiune turistică des vizitată, iar Poitiers este un oraș dezvoltat din punct de vedere 
industrial.

## Limbi
Se vorbește parlanjhe (poitevin-saintongeais) și occitană la sud-est.